# Обіднянський район
Обідня́нський райо́н (Ободня́нський) — колишній район Вінницької округи.

## Історія
Утворений 7 березня 1923 року з центром в Обідному з частин Ободнянської, Немирівської і Рубанської волостей у складі Вінницької округи Подільської губернії.
Розформований 17 червня 1925 року:
- села Щаслива, Війтівці і Пісочин увійшли до складу приєднаного до Вінницької округи Липовецького району Бердичівської округи.
- села Обідне, Арсенівка[3], Воловодівка, Маслівка[4], Дубовчик[4] і Байраківка увійшли до складу Вороновицького району.
- села Потоки, Фердинандівка[5], Чеколапівка[6], Сподахи, Яри[7], Боблів, Головеньки, Язвинки, Вергіївка[8], Хвостівці[9] і Ковалівка увійшли до складу Немирівського району.